# Gerald Murnane
Gerald Murnane (n. 25 februarie 1939) este un scriitor australian.